# بوني لانغفورد
بونيتا ميلودي ليسيت لانغفورد (ولدت في 22 يوليو 1964) والمعروفة باسم بوني لانغفورد، ممثلة وراقصة ومسلية إنجليزية. لقد برزت كطفل نجم في أوائل السبعينيات من القرن الماضي قبل أن تصبح معروفة جيدًا بدورها كميل بوش ، رفيق التجسيد السادس لكولن بيكر وسيلفستر مكوي للدكتور في سلسلة الخيال العلمي دكتور هو في منتصف الثمانينيات، ظهرت منذ ذلك الحين على المسرح في العديد من المسرحيات الموسيقية في ويست إند وفي برودواي ، وعروض مثل بيتر بان ، كاتس، ذا بيرتس بينزانس وشيكاغو، ومؤخرا على شاشات التلفزيون في السلسلة 1 (2006) والمسلسل 9 (2014) من برنامج مسابقة الواقع الرقص على الجليد، كانت عضوًا منتظمًا اعتبارًا من 26 مايو 2015 في مسلسل EastEnders في دور الكرمل كاظمي. لدورها في العرض ، حصلت على جائزة British Soap Award لعام 2016 لأفضل وافد جديد.

## روابط خارجية
- بوني لانغفورد على موقع IMDb (الإنجليزية)
- بوني لانغفورد على موقع روتن توميتوز (الإنجليزية)
- بوني لانغفورد على موقع ميوزك برينز (الإنجليزية)
- بوني لانغفورد على موقع أول موفي (الإنجليزية)
- بوني لانغفورد على موقع قاعدة بيانات برودواي على الإنترنت (الإنجليزية)
- بوني لانغفورد على موقع إن إن دي بي (الإنجليزية)
- بوني لانغفورد على موقع ديسكوغز (الإنجليزية)
- بوني لانغفورد على موقع قاعدة بيانات الفيلم (الإنجليزية)